# Central Division (National Basketball Association)
Central Division är en av sex divisioner i den nordamerikanska basketligan National Basketball Association (NBA) och den bildades inför säsongen 1970/1971. Elva gånger har lag från Central vunnit NBA-titeln. Central Division är en av tre divisioner som tillhör Eastern Conference och innehåller sedan säsongen 2004/2005 följande fem lag:
- Chicago Bulls
- Cleveland Cavaliers
- Detroit Pistons
- Indiana Pacers
- Milwaukee Bucks

## Divisionsmästare
| - 1971: Baltimore Bullets - 1972: Baltimore Bullets - 1973: Baltimore Bullets - 1974: Capital Bullets - 1975: Washington Bullets - 1976: Cleveland Cavaliers - 1977: Houston Rockets - 1978: San Antonio Spurs - 1979: San Antonio Spurs - 1980: Atlanta Hawks - 1981: Milwaukee Bucks - 1982: Milwaukee Bucks - 1983: Milwaukee Bucks - 1984: Milwaukee Bucks - 1985: Milwaukee Bucks - 1986: Milwaukee Bucks - 1987: Atlanta Hawks - 1988: Detroit Pistons - 1989: Detroit Pistons - 1990: Detroit Pistons | - 1991: Chicago Bulls - 1992: Chicago Bulls - 1993: Chicago Bulls - 1994: Atlanta Hawks - 1995: Indiana Pacers - 1996: Chicago Bulls - 1997: Chicago Bulls - 1998: Chicago Bulls - 1999: Indiana Pacers - 2000: Indiana Pacers - 2001: Milwaukee Bucks - 2002: Detroit Pistons - 2003: Detroit Pistons - 2004: Indiana Pacers - 2005: Detroit Pistons - 2006: Detroit Pistons - 2007: Detroit Pistons - 2008: Detroit Pistons - 2009: Cleveland Cavaliers - 2010: Cleveland Cavaliers | - 2011: Chicago Bulls - 2012: Chicago Bulls - 2013: Indiana Pacers - 2014: Indiana Pacers - 2015: Cleveland Cavaliers - 2016: Cleveland Cavaliers - 2017: Cleveland Cavaliers - 2018: Cleveland Cavaliers - 2019: Milwaukee Bucks |

## Central Division-titlar
- 9: Detroit Pistons
- 8: Chicago Bulls
- 8: Milwaukee Bucks
- 7: Cleveland Cavaliers
- 6: Indiana Pacers
- 5: Baltimore/Capital/Washington Bullets *
- 3: Atlanta Hawks *
- 2: San Antonio Spurs *
- 1: Houston Rockets *

* Spelar inte längre i Central Division

## NBA-mästare från Central Division
- 1977/1978 – Washington Bullets
- 1988/1989 – Detroit Pistons
- 1989/1990 – Detroit Pistons
- 1990/1991 – Chicago Bulls
- 1991/1992 – Chicago Bulls
- 1992/1993 – Chicago Bulls
- 1995/1996 – Chicago Bulls
- 1996/1997 – Chicago Bulls
- 1997/1998 – Chicago Bulls
- 2003/2004 – Detroit Pistons
- 2015/2016 – Cleveland Cavaliers

## Lag som tidigare spelat i Central Division
- Atlanta Hawks mellan 1970 och 2004
- Baltimore Bullets mellan 1970 och 1973
- Cincinnati Royals mellan 1970 och 1972
- Houston Rockets mellan 1972 och 1980
- Capital Bullets mellan 1973 och 1974
- New Orleans Jazz mellan 1974 och 1979
- Washington Bullets mellan 1974 och 1978
- San Antonio Spurs mellan 1976 och 1980
- Charlotte Hornets mellan 1990 och 2002
- Toronto Raptors mellan 1995 och 2004
- New Orleans Hornets mellan 2002 och 2004